# حوزه انتخابیه نوزدهم کالیفرنیا
حوزه انتخابیه نوزدهم کالیفرنیا یک حوزه انتخابیه مجلس نمایندگان آمریکا است که در ایالت کالیفرنیا قرار دارد.